# Rachel Wischnitzer
Rachel Wischnitzer (geboren 14. April 1885 in Minsk, Russisches Kaiserreich; gestorben 20. November 1989 in Manhattan, New York) war eine Kunsthistorikerin, die sich vor allem mit der Geschichte von Sakralbauten, insbesondere synagogaler Architektur, beschäftigte.

## Leben
Rachel Bernstein war die Tochter des Holzkaufmanns Vladimir Bernstein und Sophie, geb. Halpern. Sie hatte einen jüngeren Bruder, Gustav.
Nach dem Besuch des Gymnasiums in Warschau studierte sie 1902–1903 an der Universität Heidelberg und 1910–1911 an der Universität München. 1903 bis 1905 verbrachte sie an der Brüsseler Académie royale und wechselte dann an die École Spéciale d’Architecture in Paris, die sie 1907 als eine der ersten Frauen als Dipl.-Architekt abschloss.
Den Kunsthistoriker Mark Wischnitzer heiratete sie 1912, Wischnitzer erhielt dadurch die österreichische (cisleithanische) Staatsbürgerschaft, der gemeinsame Sohn Leonard wurde 1924 geboren.

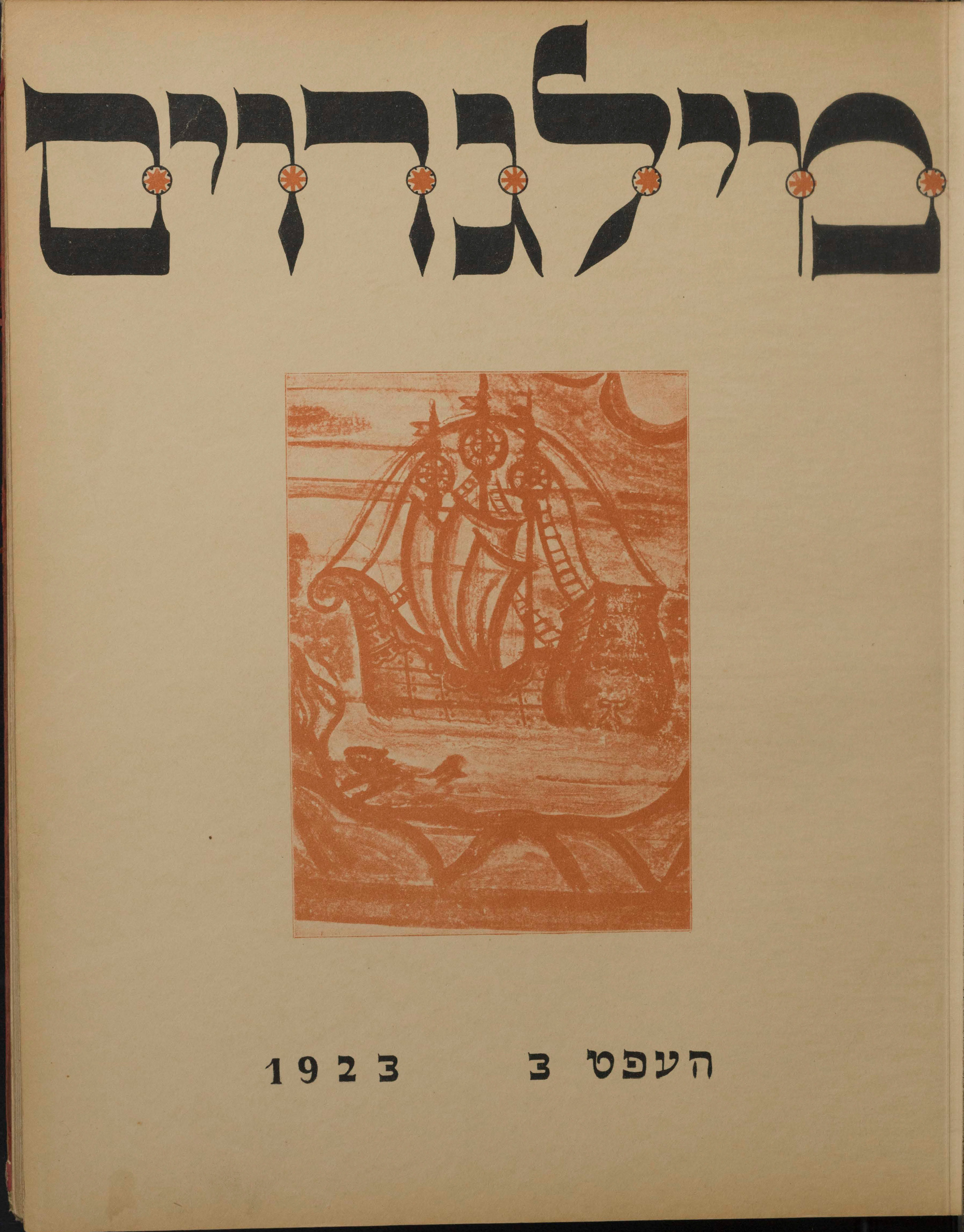
Milgroim, Heft 3, 1923

In den Jahren 1912 und 1913 war sie Mitarbeiterin an der Jewrejskaja Enziklopedija.
1920 zog sie mit ihrem Mann nach England und arbeitete dort am British Museum und an der Bodleian Library der Universität Oxford.
Nach dem Umzug 1921 nach Berlin gab sie 1922 bis 1924 die hebräische Kunstzeitschrift Rimmon sowie (mit Mark Wischnitzer) die jiddische Kunst-Zeitschrift Milgroim heraus. Von 1928 bis 1934 war sie Redakteurin und Mitarbeiterin an der deutschen Encyclopaedia Judaica, 1931 Mitarbeiterin bei der Arbeitsgemeinschaft für Sammlungen Jüdischer Kunst und Altertümer. In der Zeit des Nationalsozialismus arbeitete sie von 1934 bis 1938 für das Jüdische Museum in Berlin und war Dozentin an der Hochschule für die Wissenschaft des Judentums. 1936 gehörte sie mit Josef Bato (1888–1966), Lisbeth Cassirer, Franz Landsberger, Max Osborn und Erich Wolfsfeld zur Jury der Reichsausstellung Jüdischer Künstler im Jüdischen Museum.
Im April 1938 emigrierte sie, da dem Sohn der Pass entzogen wurde, mit ihrer Familie nach Frankreich, 1940 in die USA (New York).
Ihre Mutter beging 1939 Suizid, ihr Vater wurde 1944 von Paris aus deportiert und Opfer des Holocaust.
Wischnitzer machte 1944 ihren Masters-Abschluss an der New York University. Zur gleichen Zeit war sie Fellow der American Academy for Jewish Research. Ihre Abschlussarbeit wurde 1948 unter dem Titel „The Messianic Theme in the Paintings of the Dura Synagogue“ veröffentlicht.
Seit 1956 war sie Professorin für Kunstgeschichte am Stern College der Yeshiva University New York. 1968, im Jahr ihrer Emeritierung, wurde sie deren Ehrendoktor.
Sie starb im November 1989 im Alter von 104 Jahren in Manhattan.

## Hauptwerke
- Symbole und Gestalten der Jüdischen Kunst, Berlin-Schöneberg: S. Scholem 1935
- The Messianic Theme in the Paintings of the Dura Synagogue, Chicago 1948
- Synagogue Architecture in the United States, Philadelphia 1955
- The Architecture of the European Synagogue, Philadelphia 1964
- From Dura to Rembrandt: studies in the history of art, Milwaukee: Aldrich; Vienna: IRSA Verlag; Jerusalem: Center for Jewish Art 1990 (Deutsch und Englisch)

## Festschrift
- Artibus et historiae : an art anthology nr. 17 (IX), Wien 1988.